# Dolenja vas pri Črnomlju
Dolenja vas pri Črnomlju je naselje u slovenskoj Općini Črnomlju. Dolenja vas pri Črnomlju se nalazi u pokrajini Dolenjskoj i statističkoj regiji Jugoistočnoj Sloveniji.

## Stanovništvo
Prema popisu stanovništva iz 2002. godine naselje je imalo 126 stanovnika.